# Erislandy Lara
Erislandy Lara Santoya (Guantánamo, 11 aprile 1983) è un pugile cubano.
Soprannominato "El Oro de Guantanamo" oppure "The American Dream", è annoverato tra i pugili tecnicamente più dotati del panorama boxistico moderno.  In passato è stato capitano della squadra amatoriale cubana, vincendo una medaglia d'oro nei pesi welter ai campionati mondiali del 2005 e tre titoli nazionali consecutivi tra il 2005 e il 2007. In occasione dei giochi panamericani di Rio de Janeiro del luglio 2007 ha attirato l'attenzione della stampa locale ed internazionale assieme al collega Guillermo Rigondeaux per essere fuggito dal ritiro della propria nazionale.  
Passato al professionismo nel 2008, ha vinto il titolo ad interim WBA dei pesi superwelter cinque anni dopo, venendo poi promosso campione del mondo nel 2014. Più tardi ha conquistato invece il titolo minore IBO di categoria, affermandosi sin da allora tra i migliori pugili pound for pound in circolazione.

## Carriera professionale
Lara compie il suo debutto da professionista il 4 luglio 2008, sconfiggendo il russo Ivan Maslov ai punti dopo quattro round.